# Natação nos Jogos Regionais da 3.ª Região de 2009
As competições de natação nos Jogos Regionais da 3ª Região de 2009 foram disputadas entre os dias 15 e 17 de Julho de 2009. Os eventos em piscina foram realizados na Piscina Olímpica da Academia da Força Aérea (AFA) de Pirassununga.

## Medalhistas da 1ª divisão e 2ª divisão
Masculino
| Evento                  | Ouro                                          | Prata                                          | Bronze                                          |
| ----------------------- | --------------------------------------------- | ---------------------------------------------- | ----------------------------------------------- |
| 50m livre detalhes      | Everton Escobar - Promissão                   | Ruano F. Araujo - Porto Ferreira               | Alan Augusto Viana Barbosa - Igaraçu do Tietê   |
| 100m livre detalhes     | Everton Escobar - Promissão                   | Gabriel M. Diogo - Porto Ferreira              | Marlon Q. Feliciano - Porto Ferreira            |
| 200m livre detalhes     | Marlon Q. Feliciano - Porto Ferreira          | Gabriel M. Diogo - Porto Ferreira              | José Matheus Bertinotti do Carmo - Duartina     |
| 400m livre detalhes     | não houve competidor                          | não houve competidor                           | não houve competidor                            |
| 1500m livre detalhes    | Vinicius Fregonesi - Igaraçu do Tietê         | Emanoel Messias R. Pereira Junior - Duartina   | não houve competidor                            |
| 50m costas detalhes     | Ruano F. Araujo - Porto Ferreira              | Lucas C. Recco - Porto Ferreira                | Caio Cesar Palomo - Dois Corregos               |
| 100m costas detalhes    | Lucas C. Recco - Porto Ferreira               | não houve competidor                           | não houve competidor                            |
| 200m costas detalhes    | Vinicius Fregonesi - Igaraçu do Tietê         | Lucas C. Recco - Porto Ferreira                | não houve competidor                            |
| 50m peito detalhes      | Marlon Q. Feliciano - Porto Ferreira          | José Lucas Ferrarezi - Duartina                | Everton Escobar - Promissão                     |
| 100m peito detalhes     | Marlon Q. Feliciano - Porto Ferreira          | Gabriel M. Diogo - Porto Ferreira              | José Lucas Ferrarezi - Duartina                 |
| 200m peito detalhes     | José Lucas Ferrarezi - Duartina               | João Pacheco de Almeida Prado Filho - Duartina | Gabriel Camargo Condi - Agudos                  |
| 50m borboleta detalhes  | Alan Augusto Viana Barbosa - Igaraçu do Tietê | Everton Escobar - Promissão                    | Ruano F. Araujo - Porto Ferreira                |
| 100m borboleta detalhes | Alan Augusto Viana Barbosa - Igaraçu do Tietê | Felipe C. De Lucca - Porto Ferreira            | não houve competidor                            |
| 200m borboleta detalhes | Yuri Camatari - Igaraçu do Tietê              | não houve competidor                           | não houve competidor                            |
| 200m medley detalhes    | Alan Augusto Viana Barbosa - Igaraçu do Tietê | Felipe C. De Lucca - Porto Ferreira            | não houve competidor                            |
| 400m medley detalhes    | Yuri Camatari - Igaraçu do Tietê              | não houve competidor                           | não houve competidor                            |
| 4x100m livre detalhes   | Ruano Gabriel Marlon Lucas - Porto Ferreira   | José João Maike Paulo - Duartina               | não houve competidor                            |
| 4x200m livre detalhes   | Marlon Gabriel Lucas Ruano - Porto Ferreira   | Alan Vinicius Paulo Yuri - Igaraçu do Tietê    | José Matheus Paulo Jeferson José Fco - Duartina |
| 4x100m medley detalhes  | Lucas Gabriel Marlon Ruano - Porto Ferreira   | não houve competidor                           | não houve competidor                            |

## Colocação Final
NATAÇÃO MASCULINO - 1ª DIVISÃO - FINAL
```
 CIDADE                PONTOS   
1 Piracicaba            231,5
2 Bauru                 186
3 Jaú                   151
4 Botucatu              142,5
5 São Carlos            48
6 Santa Barbara D'oeste 36
7 Descalvado            8
  Barra Bonita          0
  Lençóis Paulista      0
```

NATAÇÃO MASCULINO - 2ª DIVISÃO - FINAL
```
 CIDADE                PONTOS   
1 Porto Ferreira        163
2 Igaraçu do Tietê      96
3 Duartina              80
4 Promissão             31
5 Dois Corregos         15
6 Agudos                14
7 Lins                  8
8 Itapuí                5
9 Torrinha              4
  Ibaté                 0
  Cafelândia            0
```

NATAÇÃO FEMININO - 1ª DIVISÃO - FINAL
```
 CIDADE                 PONTOS   
1 Piracicaba             216
2 Bauru                  202
3 Santa Barbara D'oeste  83
4 Jaú                    81
5 São Carlos             80
6 Botucatu               72
7 Barra Bonita           32
8 Descalvado             7
  Lençóis Paulista       0
```

NATAÇÃO FEMININO - 2ª DIVISÃO - FINAL
```
 CIDADE                PONTOS   
1 Porto Ferreira         207
2 Igaraçu do Tietê       32
  Ibaté                   0
```